# Sónicamente
Sónicamente fue un programa de televisión mexicana producido por Canal Once sobre el Rock en español internacional, el Rock and Roll y la Cultura urbana. Productor Ejecutivo: Arturo Ayala Torres. Realizador: Jorge Villela, conducido por Yadira Pascault Orozco
Durante el transcurso del programa muchos artistas y bandas mexicanas e internacionales eran entrevistadas y también acudían a los estudios de Canal Once, en la Ciudad de México, para realizar tocadas en vivo que serían transmitidas a los televidentes, incluyendo a: Jaguares, Café Tacuba, Zoé, El Tri, Julieta Venegas, Zurdok, Jumbo, La Gusana Ciega, Santa Sabina, La Lupita, Control Machete, Víctimas del Doctor Cerebro, Ely Guerra, Molotov, Maldita Vecindad y los Hijos del Quinto Patio, Los Esquizitos , Lucybell, Titán, Panteón Rococó, Lost Acapulco y La Barranca.